# Клевцова, Надежда Владимировна
Надежда Владимировна Клевцова (до замужества — Клишина) (род. 4 февраля 1960 года, Барнаул) — советская легкоатлетка и российский тренер по лёгкой атлетике, заслуженный тренер России (2013).

## Биография
Надежда Владимировна Клишина родилась 4 февраля 1960 года в Барнауле. В 1976 году начала заниматься лёгкой атлетикой у тренера Юрия Петровича Захарова. Прыгала в длину, была призером первенства СССР среди юниоров в беге, стала мастером спорта. В 1982 году окончила Барнаульский государственный педагогический институт. В 27 лет завершила спортивную карьеру, и полностью переключилась на тренерскую работу.
В 1985 году начала работать в специализированной детско-юношеской спортивной школе олимпийского резерва № 2 г. Барнаула, была сначала тренером, а затем — старшим тренером. Также преподаёт в АУОР.
Замужем за Сергеем Клевцовым, который, также как и она, работает тренером.
Клевцова была первым тренером чемпиона мира и Европы Сергея Шубенкова. Также среди воспитанников Надежды Владимировны:
- Полина Миллер — чемпионка России 2018 года, рекордсменка России среди девушек до 18 лет на дистанциях 200 и 400м[5][6][7][8][9],
- Ильдар Надыров — чемпион России среди молодёжи 2015[10],
- Артур Элизбарян — бронзовый призёр чемпионата России среди молодёжи 2014[11],
- Инна Такишина — бронзовый призёр чемпионата России среди юношей 2011[12].

## Награды
- Почётный знак «За заслуги в развитии физической культуры и спорта» (2012)[13].
- Почётное звание «Заслуженный тренер России» (2013)[14].
- «Почётный работник общего образования Российской Федерации».
- «Отличник физической культуры и спорта».
- «Лучший детский тренер Алтайского края» (2006[15], 2016[16]).